# Antonijs Černomordijs
Antonijs Černomordijs, (ur. 26 września 1996 w Dyneburgu) – łotewski piłkarz, grający na pozycji obrońcy w klubie Riga FC. Od 2019 reprezentant narodowej kadry.

## Kariera piłkarska

### Kariera klubowa
Pierwsze kroki stawiał w juniorskiej drużynie BFC Daugavpils. W 2013 został włączony do kadry pierwszego zespołu. 18 maja mając siedemnaście lat zadebiutował w drużynie w meczu ligowym. W tym sezonie BFC Daugavpils sięgnęło po mistrzostwo drugiej ligi łotewskiej. W nowym sezonie w łotewskiej ekstraklasie był już podstawowym zawodnikiem. Swojego pierwszego gola w karierze strzelił w meczu ligowym przeciwko Skonto FC. Po zakończonym sezonie otrzymał ofertę dwuletniego wypożyczenia do Lecha Poznań. Przyjął ją, jednak od samego początku ustalone było, że będzie występował w rezerwach klubu z Poznania. Zagrał w nich 22 mecze, w których udało mu się strzelić jednego gola. W pierwszej drużynie jednak nie zadebiutował. Po powrocie do kraju przeniósł się do Riga FC. Tam rozegrał 15 meczów, po czym został wypożyczony do cypryjskiego Pafos FC. Na Cyprze przez pół roku wystąpił tylko w jednym meczu. Wrócił do klubu i w sezonie 2018 wygrał mistrzostwo kraju i puchar krajowy. W 2019 po raz drugi z rzędu sięgnął z zespołem po krajowe mistrzostwo.

### Kariera reprezentacyjna
W 2014 otrzymał pierwsze powołanie do młodzieżowej kadry do lat 19. Wziął udział w trzech meczach eliminacyjnych do Mistrzostw Europy U-19 w 2015. Wraz z przekroczeniem dozwolonego wieku, zaczął jeździć na kadrę do lat 21. W niej rozegrał aż 29 spotkań i strzelił jednego gola. W latach 2017–2018 był jej kapitanem. Powołanie do dorosłej reprezentacji otrzymał w 2018 roku, jednak zadebiutował dopiero 6 września 2019 w przegranym aż 0:6 meczu eliminacyjnym do piłkarskich Mistrzostw Europy 2020 z reprezentacją Austrii.
(aktualne na dzień 11 listopada 2019)
| Mecze w reprezentacji | Mecze w reprezentacji | Mecze w reprezentacji | Mecze w reprezentacji | Mecze w reprezentacji | Mecze w reprezentacji | Mecze w reprezentacji |
| Lp.                   | Data                  | Miejsce               | Przeciwnik            | Wynik                 | Rozgrywki             |                       |
| --------------------- | --------------------- | --------------------- | --------------------- | --------------------- | --------------------- | --------------------- |
| 1.                    | 06.09.2019            | Salzburg              | Austria               | 0:6                   | el. ME 2020           |                       |
| 2.                    | 09.09.2019            | Daugava               | Macedonia Północna    | 0:2                   | el. ME 2020           |                       |
| 3.                    | 15.10.2019            | Beer Szewa            | Izrael                | 1:3                   | el. ME 2020           |                       |

## Sukcesy piłkarskie

### Riga FC
- Mistrzostwo Łotwy (2): 2018, 2019, 2020
- Puchar Łotwy (1): 2018